# Musca Borealis

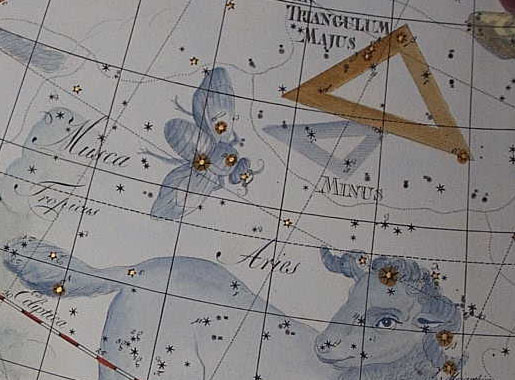
Localización de la constelación de Musca Borealis.

Musca Borealis o la Mosca Boreal fue una pequeña y débil constelación ubicada entre Aries, Triangulum y Perseus. Actualmente ya no forma parte de las constelaciones oficiales y sus estrellas se han reintegrado a la constelación de Aries. Su estrella más brillante era Bharani (41 Arietis), de magnitud aparente 3,61.

## Historia
La historia y el origen de Musca Borealis son confusos; el primero en introducirla fue Petrus Plancius en 1612 bajo el nombre de Apis o la Abeja. Más tarde Jakob Bartsch lo cambió a Vespa o la Avispa en su atlas de 1624, nombre que también fue dado en sus comienzos a la actual Musca, la cual se encuentra al sur de Crux. El astrónomo Johannes Hevelius la rebautizó como Musca en su atlas de 1690, si bien luego le fue añadido el término Borealis para distinguirla de la Musca Australis.
Musca Borealis fue desechada en el siglo XVIII por la mayoría de los astrónomos debido a la confusión de nombres que originaba junto con Musca (Australis), aunque no por ello dejaron de aparecer asterismos con las mismas estrellas. Por ejemplo, las mismas estrellas se utilizaron en 1674 por el francés Ignace-Gaston Pardies para formar Lilium o la Flor de Lis, por la flor de lis de Francia, pero que tuvo una muy corta vida.